# Newport Jazz Festival: Live at Carnegie Hall
Newport Jazz Festival: Live at Carnegie Hall (с англ. — «Джазовый фестиваль в Ньюпорте: Концерт в Карнеги-холле») — концертный альбом американской джазовой певицы Эллы Фицджеральд, записанный во время её выступления в рамках джазового фестиваля в Ньюпорте 5 июля 1973 года. Участие в фестивале позволило Фицджеральд записать несколько композиций с музыкантами, которые сопровождали её в начале творческого пути: пианист Эллис Ларкинс, квартет Томми Флэнагана, и другие.

## Список композиций
| №                   | Название                                                                  | Текст песни                       | Музыка                                  | Длительность |
| ------------------- | ------------------------------------------------------------------------- | --------------------------------- | --------------------------------------- | ------------ |
| 1.                  | «Let’s Get Together»                                                      |                                   | Чик Уэбб                                | 1:04         |
| 2.                  | «Stompin’ at the Savoy»                                                   | Энди Разаф                        | Бенни Гудмен, Чик Уэбб, Эдгар Сэмпсон   | 3:46         |
| 3.                  | «A-Tisket, A-Tasket»                                                      | Элла Фицджеральд                  | Ван Александр                           | 3:16         |
| 4.                  | «Indian Summer»                                                           | Эл Дубин                          | Виктор Герберт                          | 5:08         |
| 5.                  | «Smooth Sailing»                                                          | Джимми Кобб                       | Джимми Кобб                             | 3:38         |
| 6.                  | «Eddie Barefield Original»                                                |                                   | Эдди Бэрфилд                            | 3:30         |
| 7.                  | «Let’s Get Together»                                                      |                                   |                                         | 2:01         |
| 8.                  | Без названия (Объявление Джорджа Уайна)                                   |                                   |                                         | 1:04         |
| 9.                  | «You Turned the Tables on Me»                                             | Сидни Митчелл                     | Луи Альтер                              | 5:01         |
| 10.                 | «Nice Work If You Can Get It»                                             | Айра Гершвин                      | Джордж Гершвин                          | 2:57         |
| 11.                 | «I’ve Got a Crush on You»                                                 | Айра Гершвин                      | Джордж Гершвин                          | 2:48         |
| 12.                 | Без названия (Объявление Джорджа Уайна)                                   |                                   |                                         | 1:46         |
| 13.                 | «Somebody Loves Me»                                                       | Баллард Макдональд, Бадди Дасилва | Джордж Гершвин                          | 9:19         |
| 14.                 | «I Can’t Get Started/The Young Man with the Horn/Round Midnight» (Medley) | Айра Гершвин, Берни Ханиген       | Вернон Дюк, Телониус Монк, Кути Уильямс | 9:03         |
| 15.                 | «Stardust»                                                                | Митчелл Пэриш                     | Хоги Кармайкл                           | 3:58         |
| 16.                 | «Avalon»                                                                  | Эл Джолсон, Бадди Дасилва         | Винсент Роуз                            | 13:10        |
| Общая длительность: | Общая длительность:                                                       | Общая длительность:               | Общая длительность:                     | 71:29        |

| №                   | Название                                      | Текст песни                  | Музыка                      | Длительность |
| ------------------- | --------------------------------------------- | ---------------------------- | --------------------------- | ------------ |
| 17.                 | «C Jam Blues»                                 |                              | Барни Бигард, Дюк Эллингтон | 12:33        |
| 18.                 | Без названия (Introduction)                   |                              |                             | 2:26         |
| 19.                 | «I’ve Gotta Be Me»                            | Уолтер Маркс                 | Уолтер Маркс                | 3:04         |
| 20.                 | «Down in the Depths (on the Ninetieth Floor)» | Коул Портер                  | Коул Портер                 | 4:55         |
| 21.                 | «Good Morning Heartache»                      | Айрин Хиггенботам            | Эрвин Дрейк                 | 5:42         |
| 22.                 | «What’s Going On»                             | Ренальдо Бенсон, Эл Кливланд | Марвин Гэй                  | 4:17         |
| 23.                 | «Miss Otis Regrets»                           | Коул Портер                  | Коул Портер                 | 4:55         |
| 24.                 | «Don’t Worry ’Bout Me»                        | Тед Колер                    | Руби Блум                   | 3:10         |
| 25.                 | «These Foolish Things (Remind Me of You)»     | Гарри Линк                   | Джек Стречи, Эрик Масчвитс  | 3:28         |
| 26.                 | «Any Old Blues»                               | Элла Фицджеральд             | Элла Фицджеральд            | 4:44         |
| 27.                 | «Taking a Chance on Love»                     | Тед Феттер, Джон Латуш       | Вернон Дюк                  | 2:09         |
| 28.                 | «I’m in the Mood for Love»                    | Дороти Филдс                 | Джимми Макхью               | 1:19         |
| 29.                 | «Lemon Drop»                                  | Джордж Уоллингтон            | Джордж Уоллингтон           | 4:49         |
| 30.                 | «A-Tisket, A-Tasket»                          |                              |                             | 2:13         |
| 31.                 | «Some of These Days»                          | Шелтон Брукс                 | Шелтон Брукс                | 6:29         |
| 32.                 | «People»                                      | Боб Меррилл                  | Жюль Стайн                  | 4:45         |
| 33.                 | «A-Tisket, A-Tasket»                          |                              |                             | 0:42         |
| Общая длительность: | Общая длительность:                           | Общая длительность:          | Общая длительность:         | 71:40        |

## Участники записи
- Элла Фицджеральд — вокал.
- Тафт Джордан, Рой Элдридж — труба.
- Эл Грей — тромбон.
- Эдди Дэвис — саксофон.
- Томми Флэнаган, Эллис Ларкинс — фортепиано.
- Джо Пасс — гитара.
- Панама Фрэнсис — барабаны.